# Římskokatolická farnost Krhov
Římskokatolická farnost Krhov je územní společenství římských katolíků s farním kostelem svatého Jakuba Staršího v moravskobudějovickém děkanství.

## Historie farnosti
Raně gotický farní kostel pochází z druhé poloviny 13. století. Barokně upraven byl ve století sedmnáctém. 

## Duchovní správci
Od 15. srpna 2012 byl administrátorem excurrendo P. Leopold Nesveda. Toho od 1. srpna 2016 vystřídal R. D. Mgr. Ing. Jan Kovář z Hrotovic.

## Bohoslužby
| Kostel                  | Místo  | Bohoslužba (den) | Hodina                                   | Poznámka        |
| ----------------------- | ------ | ---------------- | ---------------------------------------- | --------------- |
| svatého Jakuba Staršího | Krhov  | neděle středa    | 8.00 17.00 (zimní čas)/18.00 (letní čas) | farní kostel    |
| svatého Václava         | Račice | sobota           | 17.30 (zima)/18.00 (léto)                | filiální kostel |

## Aktivity ve farnosti
Dnem vzájemných modliteb farností za bohoslovce a bohoslovců za farnosti brněnské diecéze je 26. leden. Adorační den připadá na 8. února.
Ve farnosti se každoročně koná tříkrálová sbírka. V roce 2014 se při ní vybralo v Bačicích 5 426 korun, v Krhově 4 174 korun a v Odunci 3 470 korun. V roce 2016 činil výtěžek v Bačicích 5 426 korun, v Krhově 5 491 korun a v Odunci 4 054 korun.  V roce 2017 činil výtěžek sbírky jen v Krhově 5 512 korun.